# ГП-5 (противогаз)
Гражданский противогаз модель 5 или ГП-5 — фильтрующее средство индивидуальной защиты органов дыхания (СИЗОД), а также глаз и кожи лица человека. ГП-5 считается наиболее распространённым противогазом на территории стран СНГ.
Выпускался в период с 1962 по 1989 годы. С учётом выявленных недостатков при эксплуатации гражданского противогаза ГП-5 была произведена его модернизация, получившая название "гражданский противогаз модель модернизированный" — ГП-5М. 
В модернизированном противогазе ГП-5М было добавлено переговорное устройство и прорези для ушей. Он был во внушительных количествах почти на всех производствах и в убежищах гражданской обороны, иногда используется до сих пор в качестве учебно-тренировочного СИЗОД в классах ОБЖ, хотя и должен быть полностью заменён на ГП-7 и выше.

## Назначение
ГП-5 предназначен для защиты от попадания в органы дыхания, на глаза и лицо человека отравляющих, радиоактивных веществ и бактериальных (биологических) средств.

## Конструкция
Шлем-маска ГП-5 обеспечивает подведение очищенного в фильтрующе-поглощающей коробке воздуха к органам дыхания и защищает глаза и лицо от попадания на них отравляющих, радиоактивных веществ и бактериальных (биологических) средств, а также пыли, дыма и тумана. Лицевая часть состоит из резинового корпуса с обтекателями и очкового узла с плоскими стёклами круглой формы, клапанной коробки с клапанами вдоха и выдоха. Комплектуется плёнками, предотвращающими запотевание стёкол очкового узла, также может комплектоваться утеплительными манжетами, предотвращающими замерзание стёкол очкового узла при отрицательных температурах.
Шлем-маски выпускалась в 5 размерах: 0 (0у), 1 (1у), 2 (2у), 3 (3у), 4 (4у). Буква «у» в кружке́ рядом с цифрой, обозначающей размер шлем-маски, означает, что у данной маски более тонкая резина, что характерно для более поздних партий. Размер обозначается цифрой на подбородочной части шлем-маски. Для подбора необходимого роста шлем-маски нужно измерить голову по замкнутой линии, проходящей через макушку, щеки и подбородок. Измерения округляются до 0,5 см. При величине измерения до 63 см — 0 рост, от 63,5 до 65,5 см — 1 рост, от 66 до 68 см — 2 рост, от 68,5 до 70,5 см — 3 рост, от 71 см и более — 4 рост. На резине шлем-маски отлиты также одна под другой маркировки: первая буква города производства и год, за которым идут точки, означающие квартал года, и номер пресс-формы (например: Т86... Ф625). Маркировка могла располагаться как на одной, так и с обеих сторон, и иметь мелкие отличия в оформлении.
Клапанная коробка лицевой части служит для распределения потоков вдыхаемого и выдыхаемого воздуха. Внутри клапанной коробки установлены вдыхательный и два выдыхательных клапана (основной и дополнительный). Имеет стандартную резьбу 40/4 и изначально не имеет гофротрубки.
Фильтрующе-поглощающая коробка (ФПК) гражданского противогаза ГП-5 имеет форму цилиндра. Корпус ФПК выполнен из алюминия. В её нижней половине находится противоаэрозольный фильтр, а в верхней — шихта (активированный уголь). На крышке коробки имеется навинтованная горловина со стандартной 40/4 резьбой для присоединения ФПК к лицевой части противогаза, а в дне — круглое отверстие, через которое поступает вдыхаемый воздух.
Противогазная сумка служит для хранения и переноски противогаза. Сумка противогаза снабжена плечевой тесьмой с передвижными пряжками для ношения противогаза через плечо и тесьмой для закрепления противогаза на туловище. Сумка имеет два кармана: плоский с перегородкой для размещения коробочек с незапотевающими плёнками и мембранами и складывания поясной тесьмы или ИПП (индивидуального перевязочного пакета), а другой — для индивидуального противохимического пакета ИПП-8.

## Комплектация
- шлем-маска ШМ-62, ШМ-62У или ШМП (аналогична двум предыдущим, но отливается из чёрной резины), ШМ-66МУ (для модификации противогаза ГП-5М, бывает из серой или чёрной резины) — 1 штука;
- фильтрующе-поглощающая коробка (ФПК) ГП-5 — 1 штука;
- сумка противогаза — 1 штука;
- плёнки незапотевающие — 1 коробочка с вытисненными на крышке буквами «НП» содержит 6 штук;
- запасные мембраны для переговорного устройства (только для ШМ-66МУ) — 1 коробочка с вытисненной на крышке буквой «М» содержит 6 штук;
- руководство по эксплуатации — 1 штука на упаковочное место;
- формуляр — 1 штука на партию.

## Технические характеристики
- Масса противогаза в комплекте без сумки — не более 900 грамм.
- Масса фильтрующе-поглощающей коробки — не более 250 грамм.
- Масса лицевой части ШМ-62 — 400—430 грамм, ШМ-62У — 370—400 грамм.
- Площадь поля зрения — не менее 42 %.
- Габаритные размеры противогаза при размещении в сумке — 120х120х270 мм.
- Габаритные размеры фильтрующе-поглощающей коробки: диаметр — 112,5 мм; высота с колпачком — 80 мм.
- Сопротивление ФПК постоянному потоку воздуха при расходе 30 л/мин — не более 19 мм водяного столба (186,2 Па).
- Сопротивление лицевой части постоянному потоку воздуха при расходе 30 л/мин: на вдохе — не более 2 мм водяного столба (19,6 Па); на выдохе — не более 10 мм водяного столба (98 Па).
- Сопротивление противогаза постоянному потоку воздуха при расходе 30 л/мин: на вдохе — не более 21 мм водяного столба (205,8 Па); на выдохе — не более 10 мм водяного столба (98 Па).
- ФПК должна быть герметичной при избыточном давлении 100 мм ртутного столба. При проверке в водяной ванне в течение 8-10 секунд от поверхности коробки не должны отделяться пузырьки воздуха;
- Лицевая часть должна быть герметичной при разрежении 120 мм водяного столба и не должна давать падения уровня жидкости по одному колену манометра более чем на 18 мм в течение 1 минуты.

Время защитного действия ФПК по опасным химическим веществам при расходе воздуха 30 л/мин.
- Циановодород при концентрации 5,0 мг/дм3 — не менее 18 минут.
- Циан хлористый при концентрации 5,0 мг/дм3 — не менее 18 минут.

## Упаковка и хранение
Гражданские противогазы ГП-5 упаковываются, транспортируются и хранятся в заводской упаковке — деревянных ящиках, которые опломбированы на предприятии-изготовителе. Каждый ящик содержит 40 комплектов противогазов: 0 роста — 5 шт., 1 роста — 12 шт., 2 роста — 15 шт., 3 роста — 7 шт., 4 роста — 1 шт. В каждый ящик вкладывается руководство по эксплуатации противогаза. В ящик № 1 каждой партии противогазов вкладывается формуляр на партию.

## Дополнительные сведения
Гражданский противогаз ГП-5 не обеспечивает защиту от аммиака и его производных, органических паров и газов с температурой кипения менее 65 °C (таких как: метан, этан, ацетилен, окись этилена, изобутан и др.), монооксида углерода, оксидов азота.

## Модификации
С учётом недостатков гражданского противогаза ГП-5 была разработана его модификация — ГП-5М. Модернизации подверглась лицевая часть противогаза, которая получила новое наименование ШМ-66МУ. Лицевая часть ШМ-66МУ получила переговорное устройство и прорези в корпусе шлем-маски для ушей.

## Применение
Перед применением гражданский противогаз ГП-5 необходимо проверить на исправность и герметичность. Осматривая лицевую часть, следует удостовериться в том, что рост шлем-маски соответствует требуемому. Затем определить её целостность, обратив внимание на стёкла очкового узла. После этого проверить клапанную коробку, состояние клапанов. Они не должны быть покороблены, засорены или порваны. На фильтрующе-поглощающей коробке не должно быть вмятин, ржавчины, проколов, в горловине — повреждений. Обращается внимание на то, чтобы в коробке не пересыпались «зерна» поглотителя. Сборка гражданского противогаза ГП-5 производится следующим образом: в левую руку берется лицевая часть за клапанную коробку, правой рукой ввинчивается до упора фильтрующе-поглощающая коробка навинтованной горловиной в патрубок клапанной коробки лицевой части. Новую лицевую часть противогаза перед надеванием необходимо протереть снаружи и внутри чистой тряпкой, слегка смоченной водой, а клапаны выдоха продуть. При обнаружении в противогазе тех или иных повреждений их устраняют, при невозможности сделать это противогаз заменяют исправным. Проверенный противогаз в собранном виде укладывают в сумку: вниз фильтрующе-поглощающую коробку, сверху — лицевую часть, которую не перегибают, только немного подвертывают головную и боковую части так, чтобы защитить стекло очкового узла.
Выданный в пользование противогаз может находиться в 3 положениях:
- «походное» положение;
- положение «наготове»;
- «боевое» положение.

Для приведения гражданского противогаза ГП-5 в походное положение необходимо надеть сумку с противогазом через правое плечо так, чтобы она находилась на левом боку, а застёжка находилась от себя, подогнать при помощи пряжек плечевой ремень так, чтобы верхний край сумки был на уровне поясного ремня, проверить надёжность противогаза, сложить противогаз в противогазную сумку. При необходимости противогаз может быть закреплён на поясе при помощи тесьмы. В положение «наготове» противогаз переводится по сигналам «Воздушная тревога» и «Угроза радиоактивного заражения», то есть при непосредственной угрозе ядерного, химического или бактериологического (биологического) нападения. При этом необходимо противогаз передвинуть вперёд, расстегнуть клапан противогазовой сумки, закрепить противогаз на туловище с помощью тесьмы. В «боевое» положение противогаз переводится по команде «Газы», по сигналам «Химическое нападение», «Радиоактивное заражение», «Бактериальное заражение», а также самостоятельно (без команды и сигналов) при обнаружении признаков радиоактивных, отравляющих веществ и бактериальных средств в воздухе или на местности.